# Blues Quality
Blues Quality var ett bluesband, ursprungligen från Örebro, som verkade mellan 1967 och 1970.

## T.S. People
Blues Quality var en fortsättning på gruppen T.S. People som bildats 1965 med Tommy Svensson (gitarr, sång) och Sjunne Ferger (trummor) som drivande medlemmar. Övriga medlemmar var organisten Mats Strömberg och basisten Torbjörn Andersson. Per-Åke Måssebäck anslöt som leadsångare hösten 1966 och gotlänningen Henry Larsson blev ny basist i slutet av samma år. Förutom sina egna spelningar kompade man Emile Ford på folkparksturné 1965 och agerade förband vid flera utländska gästbesök i Örebro, bland annat åt The Kinks i september 1966 och The Troggs i november 1966.

## Blues Quality
I januari 1967 hade bandet bytt namn till Blues Quality med Henry Larsson som ny basist. Bandet bestod då av:
- Per-Åke Måssebäck - sång
- Tommy Svensson - gitarr
- Mats Strömberg - orgel, munspel[4]
- Henry Larsson - bas
- Sjunne Ferger - trummor

I augusti 1967 medverkade Blues Quality i Sveriges Radios popbandstävling som sändes i radioprogrammet Opopoppa från Skansen. Bandet hamnade på tredje plats i finalen efter vinnarna Lucas från Göteborg (med bl.a. Janne "Lucas" Persson) och andrapristagarna Plupps från Luleå. Man framförde två blueslåtar vilket var lite ovanligt i sammanhanget, "Rock me" av B.B. King och "Call it stormy monday" av T-Bone Walker. I augusti 1967, strax innan finalen, hade bandet spelat in en singel med två B.B. King-låtar, ”Rock me”/”Gamblers blues” på skivetiketten SweDisc. 
Basisten Henry Larsson slutade i Blues Quality i september 1967 för att studera och ersattes av Peter Forsberg som var med året ut. Han ersattes av Pär David Johnson. Sångaren Per-Åke Måssebäck lämnade bandet under våren 1968 för att gå till sjöss. Efter det var den norske sångaren och saxofonisten Björn Johansen med i bandet under en period. En singel gavs ut med denna konstellation, ”O Pretty Woman”/”Stormy Monday”, även den på etiketten SweDisc. Den allt tydligare inriktningen på renodlad blues fick den mer jazzinriktade Björn Johansen att framåt sommaren 1968 lämna bandet som nu återigen var utan sångare.
Förutom alla andra spelningar och konserter så agerade Blues Quality också förband till Downliners Sect i januari 1967, till Rolling Stones vid den skandalomsusade konserten på Vinterstadion i Örebro i mars 1967, till John Mayall's Bluesbreakers i oktober 1967 och till Fleetwood Mac i maj 1968.

## Peps & Blues Quality
Under sommaren 1968 inledde Blues Quality ett samarbete med Linkin' Louisiana Peps, som Peps Persson då kallade sig. Konstellationen verkade under namnet Peps & Blues Quality. Lasse Wellander ersatte under hösten Tommy Svensson som gitarrist, detta efter att båda två ingått i bandet under en övergångsperiod. En tid senare slutade också Sjunne Ferger för att satsa mer på jazzmusik och han ersattes av Bosse Skoglund. Bandet hade då också utökats med saxofonisten Magnus Tingberg.
Peps & Blues Quality turnerade flitigt och 1969 gav man också ut LP:n Sweet Mary Jane på skivmärket Sonet. Man medverkade också på två låtar ("Stockholm Blues"/"Eagle Rise") på Kaliyuga Express, ett album från 1970 med den amerikanske sångaren och gitarristen Mike Castle.

## Bandets upplösning
Peps lämnade samarbetet av hälsoskäl under våren 1970 och Blues Quality upplöstes en tid därefter. Både Kisa Magnusson och Susie Heine hade innan dess varit aktuella som ersättare och Mats Ronander hade vid ett par tillfällen hoppat in i bandet. Efter sommaren bildade Bosse Skoglund, Pär David Johnson, Lasse Wellander och Mats Ronander bandet Nature.

## Diskografi
Singlar
- 1967  Rock me/Gamblers blues (SweDisc)
- 1968  O Pretty Woman/”Stormy Monday (SweDisc)

Album
- 1969  Sweet Mary Jane (Sonet)

Övrig medverkan
- 1970 Stockholm Blues/Eagle Rise på albumet Kaliyuga Express[10] med Mike Castle (Sonet)